# Жирлау (Браила)
Жирлау (рум. Jirlău) насеље је у Румунији у округу Браила у општини Жирлау. Oпштина се налази на надморској висини од 50 m.

## Становништво
Према подацима из 2002. године у насељу је живело 3459 становника.

### Попис2002.
| Расподела становништва по националности 2002.‍ | Расподела становништва по националности 2002.‍ | Расподела становништва по националности 2002.‍ | Расподела становништва по националности 2002.‍ | Расподела становништва по националности 2002.‍ |
| --------------------------------------------- | --------------------------------------------- | --------------------------------------------- | --------------------------------------------- | --------------------------------------------- |
|                                               |                                               |                                               |                                               |                                               |
| Румуни                                        | Румуни                                        |                                               | 3.228                                         | 93,3%                                         |
| Роми                                          | Роми                                          |                                               | 231                                           | 6,7%                                          |